# سیر سیاه
سیر سیاه فراورده ای است که از تخمیر سیر معمولی در حرارت و رطوبت کنترل شده تهیه می‌شود. طی این روند سیر را بین ۵۰ تا ۹۰ روز در دمای تقریبی ۶۰ تا ۷۷ درجه سانتی‌گراد نگهداری می‌کنند. پس از آن سیر حالت ژله ای پیدا می‌کند، مزه آن شیرین شده و رنگ آن سیاه می‌شود. این فراورده خاصیت انرژی زایی دارد و معمولاً از آن به عنوان چاشنی و طعم دهنده در غذاها استفاده می‌شود. این فراورده برای اولین بار توسط کره‌ای‌ها برای مصارف دارویی تولید گردید. گاهی از آن در تهیه نوشابه‌های انرژی‌زا یا شکلات سیر سیاه نیز استفاده می‌شود.
در بین محصولات فرآوری سیر، سیر سیاه به عنوان یکی از شناخته شده‌ترین غذاهای کاربردی موجود در بازار جهانی می‌باشد. در مقایسه با سیر خام، سیر سیاه دارای رنگ معمولی سیاه، طعم شیرین و بافت جویدنی و بدون بو است.
مردم کشورهای آسیایی مانند تایلند، کره جنوبی و ژاپن سیرهای سیاه را به عنوان یک غذای سنتی قرن‌ها تولید و استفاده کرده‌اند، اما در دهه‌های اخیر وارد بازار جهانی شده‌است. به‌طور خلاصه، سیر سیاه با تخمیر کل پیاز سیر تازه در رطوبت بالا و درجه حرارت تولید می‌شود که به نوبه خود باعث می‌شود سیر به واسطه مجموعه ای از واکنش‌های غیر آنزیمی از جمله واکنش میرلارد، اکسیداسیون فنل‌ها و کارامل شدن سیاه شود. هنگامی که سیر تحت تخمیر قرار می‌گیرد، نه تنها خصوصیات فیزیولوژیکی سیر تغییر می‌یابد، بلکه غلظت ترکیبات فعال زیستی نیز بهبود می‌یابد در نتیجه، سیر سیاه از بافت الاستیک و جویدنی و همچنین طعم شیرین و بدون عطر و طعم اهمی سیر برخوردار است.
سیر سیاه به دلیل خوش طعم بودن و فراوان بودن ترکیبات فعال زیستی، با رشد چشمگیر تقاضای مصرف در طی سالهای اخیر به یکی از معروف‌ترین و برجسته‌ترین محصولات موجود در مواد مغذی و عملکردی مواد غذایی تبدیل شده‌است. علاوه بر این، سیر سیاه در بهبود روند تولید و همچنین نوآوری محصولات جدید پردازش سیر سیاه توجه مصرف‌کننده را به خود جلب کرده‌است. اخیراً برخی از محصولات فرآوری شده سیر سیاه مانند ملاس سیر سیاه، پوره، خمیر، عصاره و قرص‌های مکمل در ویتنام و بازار جهانی معرفی شده‌اند.